# Sagrat Cor de Jesús de Roxas

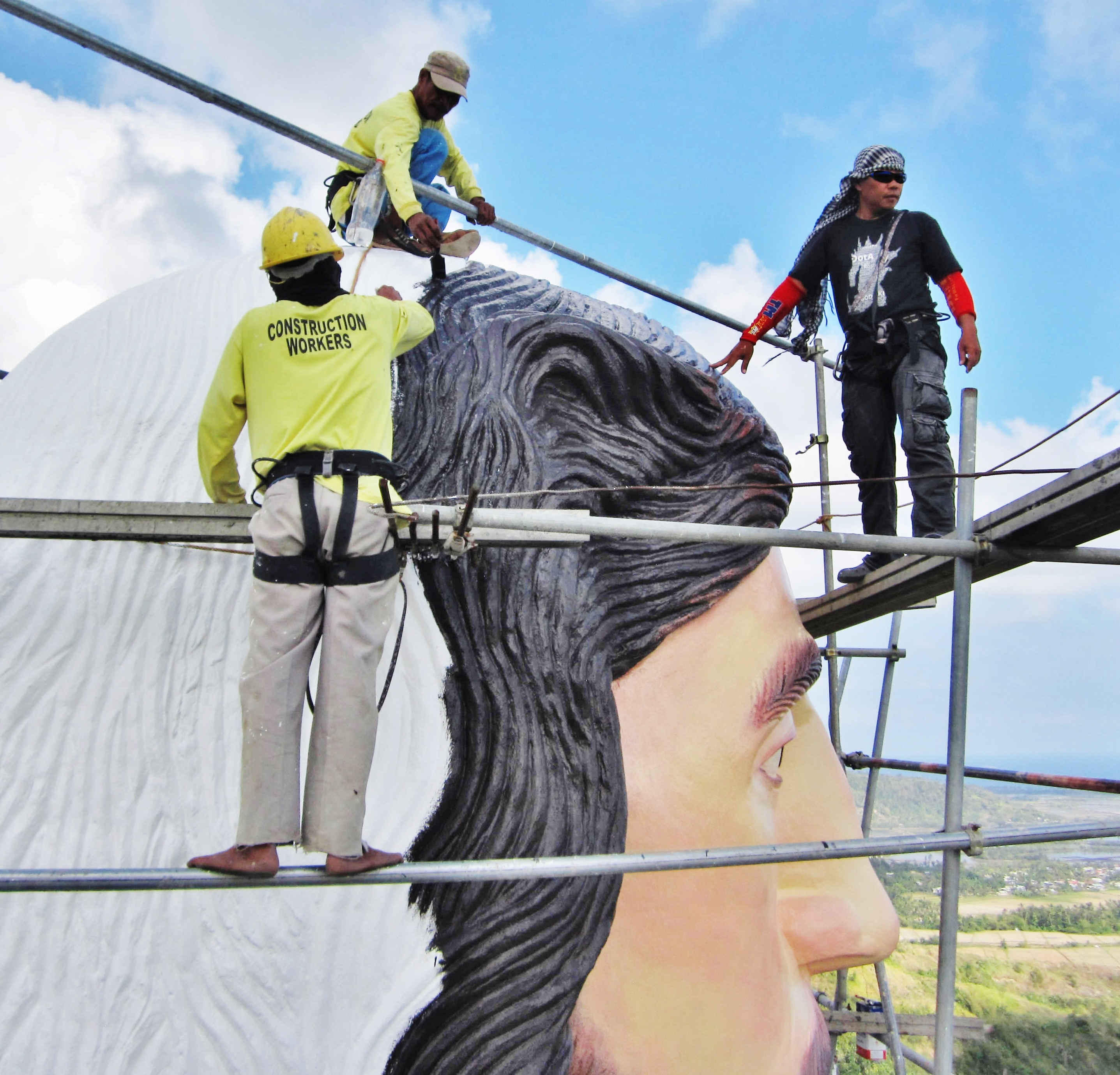
L'escultura del Sagrat Cor de Jesús de Roxas durant la seva construcció.

El Sagrat Cor de Jesús és una estàtua de Jesucrist de Roxas a les Filipines. Fa 40 metres d'alt i va ser construït el 2015 al Pueblo de Panay a través de donacions, sense fons públics.
En un principi es volia que les mans tinguessin actitud d'acollida, però l'escultor va decidir fer-les verticals per motius tècnics, generant una aparença de sorpresa. La construcció de l'estàtua la van fer un equip de set homes dirigit per l'escultor filipí John A. Alaban de la ciutat de Roxas i també Jose Clarito. En el moment en què s'acabà la seva construcció fou considerada l'escultura més alta de Jesús a les Filipines.